# Luke Baldwin
Luke Baldwin (Royal Tunbridge Wells, 15 settembre 1990) è un rugbista a 15 inglese che gioca come mediano di mischia nelle file dei Dragons in Pro14, in prestito annuale dal Worcester.